# Maleise plevier
De Maleise plevier (Anarhynchus peronii) is een waadvogel uit de familie van plevieren (Charadriidae).

## Verspreiding en leefgebied
Deze soort komt voor in Brunei, Cambodja, Indonesië, Maleisië, de Filipijnen, Singapore, Thailand, Oost-Timor en Vietnam.

## Status
De grootte van de populatie wordt geschat op 6.700 tot 17.000 volwassen vogels. Op de Rode lijst van de IUCN heeft deze soort de status gevoelig.